# ヴェロキコースター
- ユニバーサル・パークス&リゾーツ > アイランズ・オブ・アドベンチャー > ヴェロキコースター
- ジュラシック・ワールド > ヴェロキコースター

ジュラシック・ワールド・ヴェロキコースター（英: Jurassic World VelociCoaster）は、アメリカ・フロリダ州のユニバーサル・オーランド・リゾート内にあるアイランズ・オブ・アドベンチャーに2021年6月10日オープンの『ジュラシック・ワールド』をテーマにしたローラーコースターである。
本アトラクションは、ジュラシック・パーク・エリアに位置し、「トリケラトプス エンカウンター」の跡地に設置される。リニア・シンクロナス・モーターで駆動する2つの加速装置、特徴的な高さ47mのトップハット、いくつかの逆転、最高速度70mph（110km/h）などを備えている。
また、「ハリー・ポッターとグリンゴッツからの脱出」（2014年）、「ハグリッドの魔法生物モーターバイク・アドベンチャー」（2019年）のオープンに続き、インタミンとの3回目のコラボレーション・アトラクションである。

## 歴史

### 建設
2018年に「ハグリッドの魔法生物モーターバイク・アドベンチャー」が建設中であったのと同時期に、初期の報道では、ユニバーサル・オーランド・リゾートが今年の初めに（「プロジェクト791」という名称で）、かつて「トリケラトプス・エンカウンター」があったエリアの解体と敷地の整地を求める許可証を提出していたことが明らかになった。「トリケラトプス・エンカウンター」は10年近く閉鎖されて放置されていたが、その代わりとして新しいアトラクションが計画されていることを示していた。2019年1月に工事用の壁が建てられ、その直後にジェットコースター計画の俯瞰レイアウトを示すプロジェクト文書がネット上に流出した。
工事は2019年に入ってからも本格的に行われ、パークの既存の「ディスカバリー・センター」敷地周辺の未使用の土地に加え、「トリケラトプス エンカウンター」の敷地を完全に撤去した。ジュラシック・パーク・エリアとザ・ロスト・コンティネントを結ぶ橋も取り壊された。2019年6月、未発表のコースターのためのトラックの最初のピースが届けられ、敷地外に保管された。同年7月、ユニバーサル・パークス＆リゾーツは「VELOCICOASTER」という名称の商標を米国特許商標庁に出願したが、ファンの間ではすぐに未発表の新コースターの名称だと推測されていた。
2020年初頭、数ヶ月にわたるコンクリートの基礎工事とさらなる準備を経て、プロジェクトは垂直方向に進んだ。今や巨大な隠し場所となったコースタートラックとサポートの断片が建設現場に届けられ、設置されたのだ。新型コロナウイルス感染症による最初のロックダウンでは、工事は一時的に中断され、その後、許可が下りると急ピッチで再開された。ユニバーサル・オーランド・リゾートが2020年6月に再オープンするまでに、コースターの大部分が建設され、パークのゲストや地元メディアの注目を集めた。7月初旬には、最も高い位置にある155フィート（47m）のトップハットが完成し、エレメントが完成した。

### 発表とさらなる準備
このプロジェクトがメディアで大きく取り上げられる中、ユニバーサルは、明らかになってきた建設プロジェクトやコースターの存在を一度も認めず、そのようなプロジェクトは存在しないと無言で主張し、隠蔽や目立たないようにする努力をしていた。ユニバーサル・オーランド・リゾートは、9月25日のウェブサイトでのリークに続き、2020年9月28日に「ジュラシック・ワールド・ヴェロキコースター」を正式に発表し、「新種のローラーコースター」「フロリダで最も高く、最も速いローンチコースター」と謳っていた。12回のエアータイム、30mのゼロGストール、ラグーン上でのバレルロールなどが確認されている。
その後、ユニバーサルは本アトラクションの新情報を次々と発表し、2021年夏のオープンに向けて前進している。12月4日には、新たに公式のクローズアップとして、洗練された電車のセットが公開され、人々の目の前で一貫したテストを開始することになった。2021年1月25日、約2ヶ月間のテストダミー人形による走行を経て、ライダーによるテストを開始したとの報道がなされた。その2日後、パークはいくつかの追加情報を確認した。本アトラクションは、80度の角度で140フィート（43m）の落差がある。その際、肩越しの拘束ではなく、ラップバーを採用する。1回目の発射では、ゲストが0から時速50マイル（80km/h）まで3秒で加速し、2回目の発射では時速40マイル（64km/h）から時速70マイル（110km/h）まで2.4秒で加速する。2月下旬、ライドエリア周辺の工事用の壁が取り外され、パークを訪れたゲストは、アトラクションの様子をさらに見ることができるようになった。4月6日、本アトラクションの正式なオープン日が6月10日と発表された。